# Owen Teague
Owen William Teague (n. 8 decembrie 1998, Tampa, Florida, SUA) este un actor american. S-a născut și a crescut în Tampa, Florida și este cunoscut pentru rolurile sale din Bloodline (2015) și episodul „Arkangel” al celui de-al patrulea sezon al serialului Oglinda neagră (2017). Teague a apărut și ca Patrick Hockstetter în It: Capitolul I și It: Capitolul II și a avut roluri cheie în drama Zi după zi (2018) și în thrillerul Te văd (2019).
În 2020, a fost distribuit în rolul lui Harold Lauder în miniserialul TV CBS The Stand.

## Biografie
Teague și-a început cariera la vârsta de patru ani în teatrul local din Tampa. Apariția sa în lumea filmului a început cu un spectacol de teatru la Orlando, unde și-a întâlnit actualul agent. Owen este, de asemenea, un fotograf pasionat. Din 2012 a apărut în mai multe producții de film și, mai ales, de televiziune.

## Filmografie

### Film
| An   | Titlu                                                  | Rol                 | Note                    |
| ---- | ------------------------------------------------------ | ------------------- | ----------------------- |
| 2013 | Contest                                                | Bobby Butler        | Film dramatic           |
| 2013 | Timmy Muldoon and the Search for the Shadoweyes Bandit | Timmy Muldoon       | Scurtmetraj, video      |
| 2013 | Under and Above                                        | Travis              | Scurtmetraj             |
| 2013 | The Visitation                                         | Clark               | Scurtmetraj             |
| 2014 | La Belle: the Ship That Changed History                | Self                | Scurtmetraj, documentar |
| 2015 | Echoes of War                                          | Samuel Riley        |                         |
| 2015 | Walt Before Mickey                                     | Young Walt          |                         |
| 2015 | Wild in Blue                                           | Young Charlie       |                         |
| 2016 | Cell                                                   | Jordan              |                         |
| 2017 | It                                                     | Patrick Hockstetter |                         |
| 2018 | Zi după zi (Every Day)                                 | Alexander / A       |                         |
| 2019 | Te văd (I See You)                                     | Alec                |                         |
| 2019 | Inherit the Viper                                      | Boots Conley        |                         |
| 2019 | It: Capitolul 2 (It Chapter Two)                       | Patrick Hockstetter |                         |
| 2019 | Mary                                                   | Tommy               |                         |
| 2020 | The Empty Man                                          | Duncan West         |                         |
| 2021 | To Leslie                                              | James               | Post-producție          |
| 2021 | Montana Story                                          | Cal                 | Post-producție          |

### Televiziune
| An        | Titlu                            | Rol                         | Note                             |
| --------- | -------------------------------- | --------------------------- | -------------------------------- |
| 2012      | Malibu Country                   | Jack                        | Episodul: "Pilot"                |
| 2013      | CollegeHumor Originals           | Mitch                       | 4 episoade                       |
| 2013      | NCIS: Los Angeles                | Alex Fryman                 | Episodul: "Purity"               |
| 2014      | Atracție riscantă (Reckless)     | Jacob                       | Episodul: "Stand Your Ground"    |
| 2015      | Cititorii de oase (Bones)        | Jesse                       | Episodul: "The Doom in the Boom" |
| 2015–2017 | Bloodline                        | Nolan Rayburn / Young Danny | Rol secundar                     |
| 2016      | Puterea speranței (Mercy Street) | Otis                        | Episodul: "The New Nurse"        |
| 2017      | Oglinda neagră (Black Mirror)    | Trick                       | Episodul: "Arkangel"             |
| 2019      | Doamna Fletcher (Mrs. Fletcher)  | Julian Spitzer              | Rol principal                    |
| 2020      | The Stand                        | Harold Lauder               | Rol principal                    |